# Blandina Goldbeck

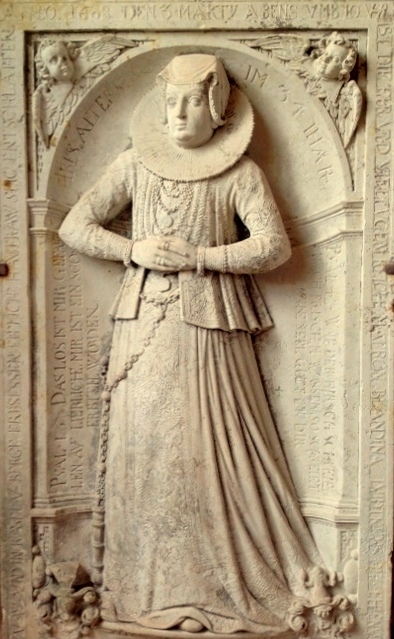
Grabmal der Blandina Goldbeck, gefertigt von Hans Hacke aus Werben, ca. 1608

Blandina Goldbeck (* 25. Oktober 1574 als Blandina Luidtke in Havelberg; † 3. März 1608 in Werben) war eine deutsche Hausfrau in Werben.

## Abstammung, Heirat, Tod
Blandina Luidtke war die Tochter von Matthäus Ludecus (1517–1608) und Anna Daniels, der Tochter eines Kaufmanns in Perleberg. Sie wurde 1574 in Havelberg geboren, nachdem der Vater sich dort 1562 mit seiner Frau und seinem erstgeborenen Sohn Matthäus Ludecus jun. niedergelassen hatte, um den Status eines canonicus residens zu erlangen und in den Genuss der Pfründen aus seinem bereits 1554 erlangten Kanonikat zu gelangen. Im Jahre 1573 hatte ihr Vater das Amt des Dekans am Dom zu Havelberg übernommen. Aus der Ehe stammten die fünf Söhne Matthæus, Marcus, Lucas, Johannes, Ernestus und zwei Töchter Anna und Blandina.
Blandina heiratete am 12. Mai 1595 Christoph Goldbeck (1568–1621). Er war Ratsherr in Werben und Erbsaß (Erbherr) auf Räbel und Berge (Ortsteile von Werben). Aus der Ehe entstammten neun Kinder, die in der Zeit von 1596 bis 1607 geboren wurden. Sie starben im jugendlichen Alter, sodass damit der Werbener Zweig der angesehenen Patrizierfamilie Goldbeck ausgestorben war. Die Eltern von Christoph Goldbeck waren Andreas Goldbeck der Jüngere (1534–1596), und seine Ehefrau Catherina Quadfasel. Andreas Goldbeck war zwischen 1579 und 1596 mehrfach Bürgermeister in Werben und ebenfalls Erbsaß auf Räbel und Berge.
Blandina Goldbeck starb am 3. März 1608 im Alter von nur 34 Jahren.

## Grabmal
Über ihre Lebensgeschichte ist wenig bekannt. Informationen enthält der Grabstein in der Johanniskirche in Werben, den ihr Ehemann anfertigen ließ. Der Stein wurde wahrscheinlich von dem Werbener „Bildhauer und Zimmermann“ Hans Hacke geschaffen, der auch den Altar (1610) und die Kanzel (1612) in der Stendaler Jakobikirche geschaffen hat. Der Grabstein aus Sandstein befindet sich an der Westwand der Ottilienkapelle und hat eine Größe von 1,90 m × 1,10 m. Er gehört zu den bedeutendsten Grabsteinen in der Altmark und ist von höchster künstlerischer Qualität. Das Brokatgewand und der reichhaltige Schmuck sind meisterhaft ausgearbeitet.
Die Umschrift lautet:
ANNO 1608 DEN 3. MARTY ABENS VMB10 VHR IST DIE EHR UND VIELTVGENTREICHE MATRON BLANDINA LUIDTKENS DES EHRENWERTEN VND WOHLWEISEN HERRN CHRISTOF GOLTBEKEN...T. W . VND IN RÄBEL . V. BERGE ERBSESSSEN EHELICHE HAUSFRAW SELIG ENTSCHLAFEN.
In der Figurennische befinden sich Inschriften und Kapitale: Ihres Alters im 34 Ihar und Bibelsprüche aus dem 16. und 42. Psalm. Am Fußende sind die Wappen der Familien Luidken und Goldbek angebracht. Unter der Konsole ist das Meisterzeichen H.H. eingemeißelt.
In dem Handbuch von Dehio wird der Grabstein als „qualitätsvoll“ bezeichnet. Hans-Georg von Goldbeck weist auf die große Feinheit in der Ausführung hin, die sich von vielen ähnlichen Darstellungen abhebt. Es wird eine junge, reich gekleidete und geschmückte Frau gezeigt, deren hübsches jugendliches Gesicht noch heute beeindruckt.
Eine ausführliche Beschreibung des Grabsteins mit der Textinschrift befindet sich auf der Homepage des Altmärkischen Verein für vaterländische Geschichte zu Salzwedel e. V.